# Dorothy Arzner
Dorothy Arzner   (San Francisco, 3 de gener de 1897 - La Quinta, 1 d'octubre de 1979) va ser l’única directora dona de cinema durant l’època del cinema de Hollywood dels anys 30. La seva carrera cinematogràfica començà com a tipògrafa de guions i com a muntadora de pel·lícules, fins a arribar a convertir-se en directora l’any 1927. Durant els seus anys d’activitat com a directora (de del 1927 fins al 1943) va dirigir 18 pel·lícules com The Wild Party i Craig’s Wife.
Excepte la directora Lois Weber (que només feia cinema silent), Arzner era l’única dona directora de la fàbrica de somnis. A més, va ajudar a diverses actrius a aconseguir el seu èxit professional; per exemple, Katharine Hepburn, Rosalind Russell i Lucille Ball. No només això sinó que, a més, es tracta d’una figura molt important de del punt de vista de la crítica cinematogràfica feminista i la teoria queer.
«Una dona feminista, lesbiana, que sense trencar les normes del cinema de Hollywood que era, en general, bastant conservador, aconsegueix introduir en les seves pel·lícules retrats de dones que tenen molt a explicar, solitàries, que poden viure sense homes. » José Luis Rebordinos.

## Biografia
Arzner va néixer a San Francisco, Califòrnia, el 3 de gener de 1897 filla de pare alemany americà, Louis Arzner, i mare escocesa, Jenetter Young. Va créixer a Los Angeles, on el seu pare era el propietari del Hoffman Café, conegut com «un famós restaurant de Hollywood al costat d’un teatre».
El restaurant era frequentat per estrelles del cinema silent com Charles Chaplin, Mary Pickford, Mack Sennett, Douglas Fairbanks i William S. Hart, o fins i tot, el director Erich von Stroheim. Ella va treballar com a cambrera al restaurant i va ser allà on va tenir el primer contacte amb el cinema.
Quan va acabar els seus estudis al Westlake School for Girls (l’any 1915), va estudiar a la Universitat del Sud de Califòrnia durant dos anys els estudis de medicina.
Quan els Estats Units entraren a la I Guerra Mundal (1917), Arzner va ser denegada per servir al seu país com a militar, perquè en aquell moment no existien unitats de dones a les forces armades. Llavors, va servir com a conductora d’ambulàncies durant la guerra.
Durant un estiu treballà a l’oficina d’un respectat cirurgià i fou llavors quan abandonà la seva carrera mèdica. Explica a una entrevista del 1974 amb Jarin Kay i Gerald Peary: «Amb només uns mesos a l’oficina d’un bon cirurgià coneixent els malalts, vaig decidir que allò no era el que jo volia. Jo volia ser com Jesús, curar els malalts de manera instantània, sense cirurgia ni pastilles.»
Llavors, va decidir deixar la universitat per poder treballar i guanyar independència econòmica. De totes formes, no va abandonar del tot els estudis, entre ells, s'inclouen cursos d’arquitectura i cursos d’història de l’art.

## Vida personal
La directora va mantenir una relació de 40 anys de durada amb Marion Morgan, una ballarina i coreògrafa. Morgan treballà com a coreògrafa amb Arzner a algunes de les seves pel·lícules com per exemple, «Dance, Girl, Dance».
Malgrat que va intentar mantenir la seva vida el més privada possible, es relacionava a Arzner romànticament amb Alla Nazimova i Billie Burke, a més del rumors de les possibles relacions amb Joan Crawford i Katharine Hepburn. Mai va amagar la seva orientació sexual ni la seva identitat, poc comuna per el moment (degut a que portava trajes o vestits rectes).
Arzner era lesbiana i tenia una aparença masculina (alguns creuen que per encaixar a la indústria majoritàriament masculina que era Hollywood). Molts crítics del cinema gay veuen un context gay als seus filmes, com a «Christopher Strong». D’altra banda, crítiques feministes ho veuen com una crítica a les relacions heterosexuals com la causa dels problemes de les dones. Ella no volia ser encasillada com a dona lesbiana directora sinó com a directora sense més.
El 1930, la parella Arzner-Morgan es van mudar a Mountain Oak Drive, on van vivir fins a la mort de Morgan l’any 1971. Durant la seva estada a Hollywood, la directora va acudir a diversos events cinematogràfics. Fins l’any 1979 (la seva mort, als 82 anys), va morir a La quinta, Califòrnia.

## Carrera professional
El seu treball en la indústria del cinema començà després de deixar el cos d'ambulàncies, on va conèixer qui la va introduir al món cinematogràfic. El seu primer treball consistia en l'escriptura de guions per a l'empresa, que seria la futura Paramount, Famous Players-Lasky Productions. Més endavant, es convertí en muntadora i editoria a Realart Studio, que formava part de la Paramount. Treballà en diverses ocasions amb el director James Cruze, considerat el seu mentor. Va dirigir diversos films muts com: Fashion for women (1927), Deu manaments moderns (1927), Aconsegueix el teu home (1927) i Manhattan Cocktail (1928).
A Arzner s'encarregà diversos treballs com, per exemple, la primera pel·lícula protagonitzada per Clara Bow, The Wild Party (1929). L'any 1932 deixà la Paramount per dedicar-se la direcció independent a RKO, United Artists, Columbia i MGM. D'aquest període destaquen obres com Christopher Strong (1933) amb Katharine Hepburn i Craig's Wife (1936) amb Rosalind Russell.
L'any 1943 abandonà la fàbrica de somnis i va crear pel·lícules per el cos d'entrenament de dones de l'exèrcit, va produir programes de ràdio, obres teatrals, va ser professora de cinema a Playhouse i a l'O.C.L.A.

## Filmografia
| Any  | Títol                    | Directora | Muntadora | Actriu | Guionista |
| ---- | ------------------------ | --------- | --------- | ------ | --------- |
| 1922 | Blood and sand           | Si        | Si        |        |           |
| 1923 | The covered wagon        |           | Si        |        |           |
| 1924 | Inez from Hollywood      |           | Si        |        |           |
| 1924 | The no-gun man           |           |           |        | Si        |
| 1925 | The red kimono           |           |           |        | Si        |
| 1925 | When husbands flirt      |           |           |        | Si        |
| 1926 | Old ironsides            |           |           |        | Si        |
| 1927 | Fashions for women       | Si        |           |        |           |
| 1927 | Get your man             | Si        |           |        |           |
| 1927 | The modern commandments  | Si        |           |        |           |
| 1928 | Manhattan Cocktail       | Si        |           |        |           |
| 1929 | The wild party           | Si        |           | Si     |           |
| 1930 | Anybody's woman          | Si        |           |        |           |
| 1930 | Paramount on parade      | Si        |           |        |           |
| 1930 | Sarah and son            | Si        |           |        |           |
| 1930 | Wiegenfield              | Si        |           |        |           |
| 1931 | Honor among lovers       | Si        |           |        |           |
| 1931 | Working girls            | Si        |           |        |           |
| 1932 | Merrily we go to hell    | Si        |           |        |           |
| 1933 | Christopher Strong       | Si        |           |        |           |
| 1934 | Nana                     | Si        |           |        |           |
| 1936 | Craig's wife             | Si        |           |        |           |
| 1937 | The bride wore red       | Si        |           |        |           |
| 1937 | The last of Mrs. Cheyney | Si        |           |        |           |
| 1940 | Dance, girl, dance       | Si        |           |        |           |
| 1943 | First comes courage      | Si        |           |        |           |